# Obolcola inconclusaria
Obolcola inconclusaria là một loài bướm đêm trong họ Geometridae.